# Club Melilla Baloncesto
Il Club Melilla Baloncesto (Melilla Baloncesto) è una squadra di pallacanestro fondata a Melilla, Spagna nel 1991. Attualmente limita da diversi anni in LEB Oro

## Palmarès
- Copa Príncipe de Asturias: 3

1999, 2001, 2010

### Premi individuali
All-LEB Oro Team
- Eduardo Hernández-Sonseca – 2016